# Budo

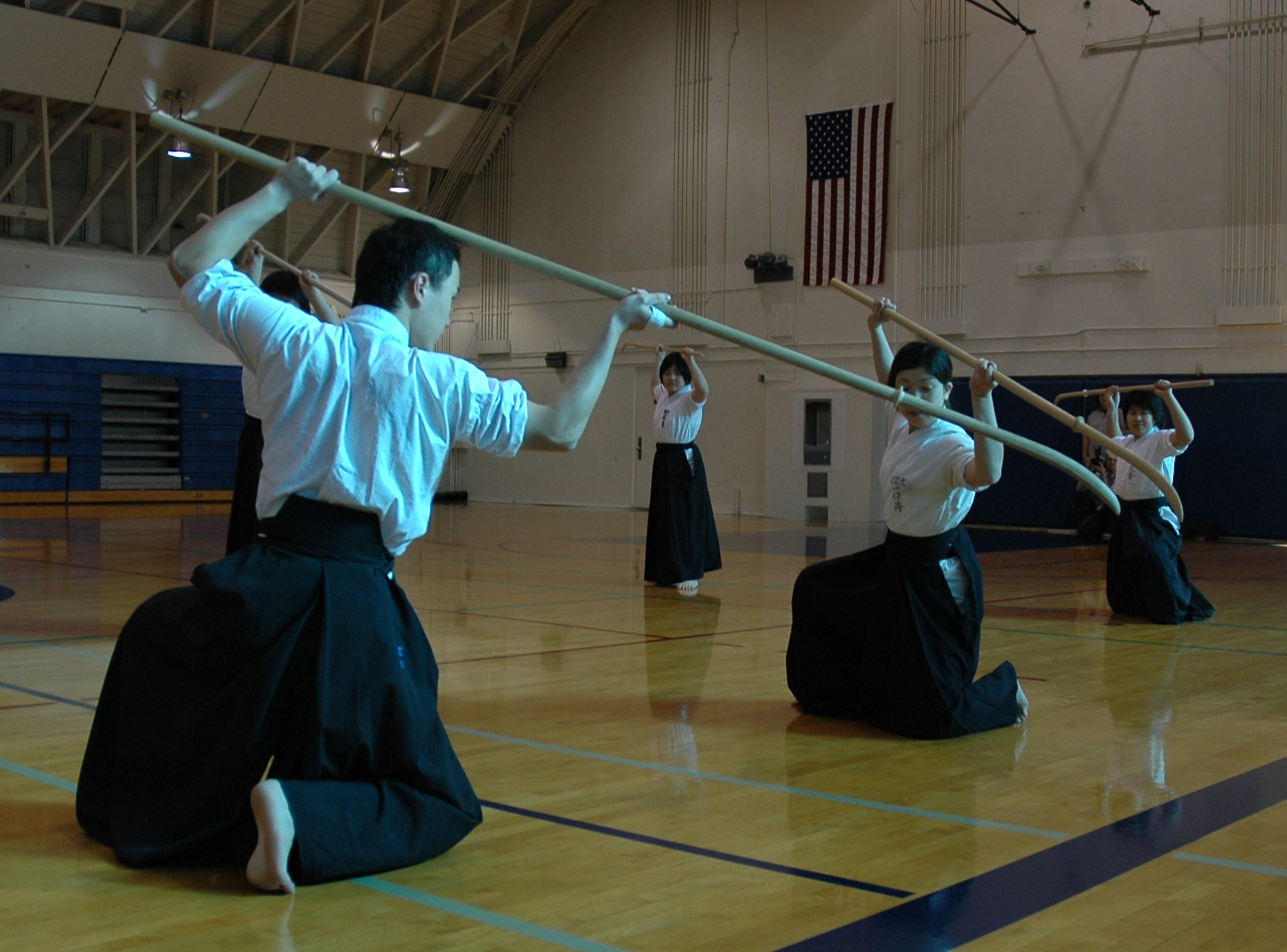
Demonstratie van een "tai do"

Budo (武道) en bujutsu (武術) zijn termen voor Japanse vechtsporten (of krijgskunsten).

## Etymologie
Budo is een samenstelling van twee karakters uit het kanji: 武 (bu), dat oorlog, krijger, gevecht of vechter betekent en 道 (do), dat pad of weg betekent. Bujutsu is samengesteld uit de karakters 武 (bu) en 術 (jutsu). Dit laatste betekent techniek, vaardigheid of kunst.

## Omschrijving
Zij omhelzen alle vaardigheden en technieken (aanvallen, grijpen en wapens) van een samoerai of andere Japanse krijgers. Voorbeelden van deze krijgskunsten zijn karate-do (de weg van de lege hand), jujutsu-do of judo (grijpen), aikido, kendo (zwaardvechten), iaido, taido en naginata-do (zie foto). Traditionele krijgskunsten van voor de Edoperiode worden meestal aangeduid als koryu bujutsu of koryu bugeijutsu, die van 1600 tot de Meiji-restauratie als kobudo, terwijl de moderne budo met gendai budo worden aangeduid. In Japan worden deze benamingen vaak door elkaar gebruikt, maar in het westen hanteert men het onderscheid wat scherper. De reden daarvoor is gelegen in de toepassing van de krijgskunsten in kwestie. Bij budo is het doel individuele ontwikkeling (fysiek of mentaal) en is daardoor vaak vergelijkbaar met sportieve prestatie. De koryu bujutsu zijn ooit in oorlogstijd ontwikkeld voor en door krijgers voor toepassing op het slagveld. De kobudo werden ontwikkeld in de relatief vreedzame Edoperiode en liggen er daarom tussen in.
In het arboretum van Koekelare is het eerste budopad van Vlaanderen te vinden, gebaseerd op de Japanse krijgskunst.

## Technieken
Hodoki-waza zijn in de budo eenvoudige technieken welke leiden tot een bevrijding uit een aanval. De meest gangbare aanvallen zijn pakkingen en grepen zoals een keelaanval, polspakkingen en dergelijke. Technieken op basis van hodoki-waza kunnen bestaan uit:
- technieken met hefboomwerking
- technieken door middel van rotatie
- technieken met gebruik van atemi
- technieken met gebruikt van tsubo (drukpunt)
- of een combinatie van bovenstaande.